# Meroles cuneirostris
Espèce
Synonymes
- Scapteira cuneirostris Strauch, 1867

Meroles cuneirostris est une espèce de sauriens de la famille des Lacertidae.

## Répartition
Cette espèce se rencontre dans le sud-ouest de la Namibie et au Cap-du-Nord en Afrique du Sud.

## Publication originale
- Strauch, 1867 : Bemerkungen über die Eidechsen-Gattung Scapteira (Fitz.). Bulletin de l'Académie impériale des sciences de Saint-Pétersbourg, vol. 12, p. 313-328 (texte intégral).